# Margaret (pel·lícula de 2011)
Margaret és una pel·lícula dramàtica rodada l'any 2005 pel guionista Kenneth Lonergan amb Anna Paquin, Mark Ruffalo, Matthew Broderick i Jean Reno com a protagonistes. A conseqüència de diversos problemes sorgits durant la postproducció que van derivar en una sèrie de litigis, la pel·lícula no es va estrenar fins al 2011.

## Trama
La trama gira entorn de Lisa (Anna Paquin), una adolescent de disset anys, que es creu culpable d'haver provocat un accident d'autobús a Manhattan en el qual mor una dona. A partir d'eixe moment intenta superar el seu sentiment de culpabilitat cercant la manera d'arreglar la situació, però a l'enfrontar-se a obstacles a cada pas que fa, la frustració origina que es complique la seua relació amb les persones que l'envolten.
Al seu torn la mare de Lisa, que és mare soltera, es veu obligada a compaginar la feina de casa com a mare amb la seua carrera com a actriu.
La història suposa una profunda anàlisi dels inevitables enfrontaments que es produeixen entre els ideals de la joventut i els compromisos i responsabilitats de l'edat adulta.

## Repartiment
- Anna Paquin... Lisa Cohen
- Matt Damon... Mr. Aaron
- Mark Ruffalo... Jason Berstone
- Allison Janney... Muller ferida
- Matthew Broderick... Andrew Van Tassel
- Kieran Culkin... Paul
- Jeannie Berlin... Emily
- Jean Reno... Ramon
- Olivia Thirlby... Monica
- Rosemarie DeWitt... Mrs. Marretti
- Sarah Steele... Becky
- John Gallagher, Jr.... Darren
- J. Smith-Cameron... Joan
- Krysten Ritter... Xica de la botiga